# Heinrichswil-Winistorf
Heinrichswil-Winistorf est une ancienne commune suisse du canton de Soleure, située dans le district de Wasseramt.

## Histoire
Résultat de la fusion,  le 1er janvier 1993, de Heinrichswil et Winistorf, Heinrichswil-Winistorf a fusionné à son tour le 1er janvier 2013 avec la commune de Hersiwil pour former celle de Drei Höfe.